# Amphipyra jankowskii
Amphipyra jankowskii är en fjärilsart som beskrevs av Charles Oberthür 1884. Amphipyra jankowskii ingår i släktet Amphipyra och familjen nattflyn. Inga underarter finns listade i Catalogue of Life.